# Vịnh Ōsaka
Vịnh Ōsaka (大阪湾 (Đại Phản loan) Ōsaka-wan) là một vịnh biển ở miền tây Nhật Bản thông với Biển Seto ở phía tây bằng eo biển Akashi. Ở phía nam thì eo biển Kitan thông ra Thái Bình Dương bằng lạch biển Kii. đảo Awaji nằm ở phía tây vịnh còn về phía đông và bắc là đảo Honshu. Dọc bờ biển Honshu là một số hải cảng lớn như Ōsaka, Kobe, Nishinomiya, Sakai, Amagasaki và Hannan.

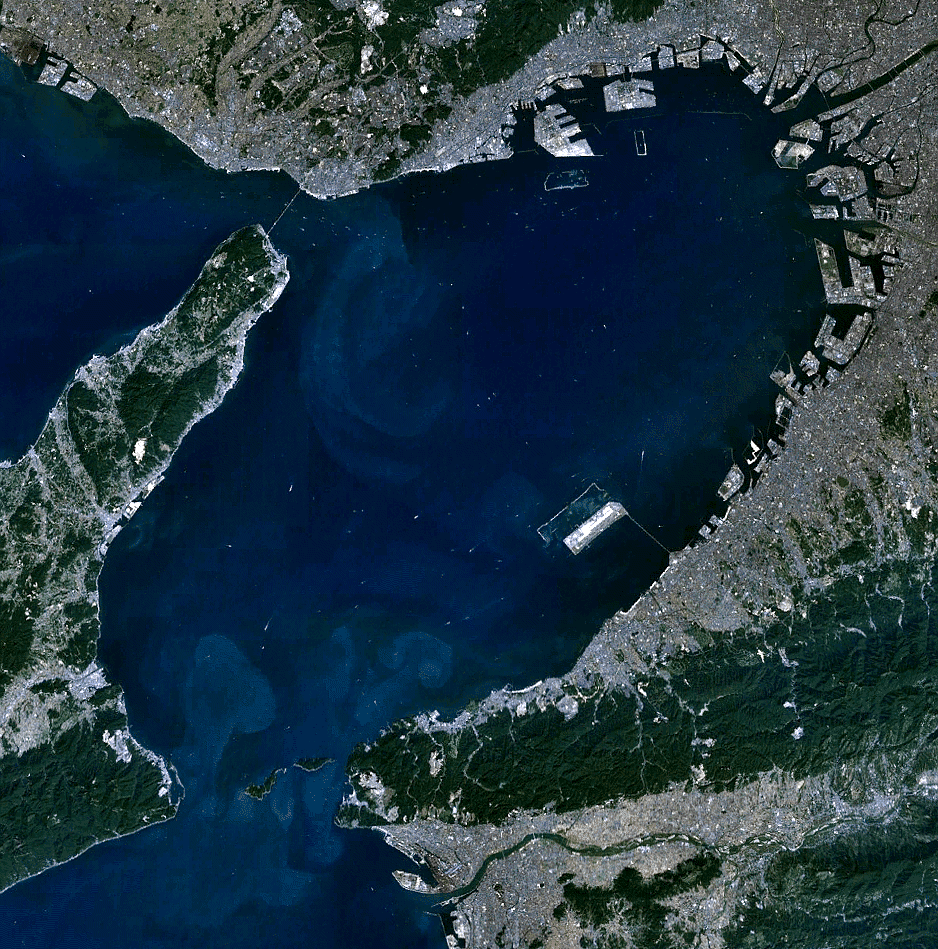
Ảnh chụp từ vệ tinh của vịnh Ōsaka. Phía tay là đảo Awaji. Phía nam là eo biển Kitan ra đại dương

Trong vịnh có một số đảo nhân tạo vào thế kỷ 20, tạo nên những cơ sở kỹ nghệ mới như Sân bay quốc tế Kansai. Ngược lại một đảo ở cực nam của vịnh Ōsaka được bảo vệ để duy trì môi trường thiên nhiên của Vườn quốc gia Setonaikai.
Là cửa ngỏ thông thương, vịnh Ōsaka tập trung nhiều công nghiệp nặng và kỹ thuật cao. Khu vực này cũng chiếm ưu thế với hệ thống giao thông dày đặc, trong đó có xe lửa cao tốc Shinkansen. Kể từ cuối thế kỷ 20, công nghiệp nặng có phần suy giảm, như trường hợp của Nippon Steel đóng cửa, trong khi kỹ nghệ mới như công nghệ thông tin và nghiên cứu lại khởi sắc.

## Cảng chính
- Cảng Kobe
- Cảng Osaka

## Sân bay
- Sân bay quốc tế Kansai
- Sân bay Kobe